# (13305) Danielang
(13305) Danielang (1998 RD54) – planetoida z grupy pasa głównego asteroid okrążająca Słońce w ciągu 3,75 lat w średniej odległości 2,41 j.a. Odkryta 14 września 1998 roku.